# Michael Creed
Michael Creed (irl. Micheál Ó Críod; ur. 29 czerwca 1963 w Corku) – irlandzki polityk, rolnik i przedsiębiorca, deputowany, od 2016 do 2020 minister rolnictwa.

## Życiorys
Syn polityka Donala Creeda. Kształcił się w St. Colman's College w Fermoy i w De La Salle College w Macroom. Studiował następnie na University College Cork oraz w College of Commerce w dublińskiej dzielnicy Rathmines. Prowadził własną działalność gospodarczą, zajmował się także rolnictwem. Zaangażował się w działalność polityczną w ramach Fine Gael. Od 1985 do 2007 zasiadał w radzie hrabstwa Cork, w latach 2005–2006 pełniąc funkcję jej przewodniczącego.
W wyborach w 1989 wystartował do Dáil Éireann w okręgu Cork North West, z którego wcześniej posłował jego ojciec. Zdobył wówczas mandat deputowanego, który utrzymywał w wyborach w 1992 i 1997, nie uzyskując reelekcji w wyborach w 2002. W 2007 po pięcioletniej przerwie powrócił do niższej izby irlandzkiego parlamentu, wybierany ponownie również w 2011, 2016 i 2020. W strukturach Fine Gael był m.in. rzecznikiem ds. rolnictwa, rybołówstwa i żywności. W 2010 znalazł się wśród polityków wspierających Richarda Brutona i bezskutecznie próbujących odwołać lidera FG Endę Kenny’ego.
W maju 2016 wszedł w skład drugiego rządu Endy Kenny’ego jako minister rolnictwa, żywności i gospodarki morskiej. Pozostał na tym stanowisku również w utworzonym w czerwcu 2017 rządzie Leo Varadkara. Zakończył urzędowanie w czerwcu 2020.